# Skogslönnsguldmal
Skogslönnsguldmal (Phyllonorycter joannisi) är en fjärilsart som först beskrevs av Le Marchand 1936.  Skogslönnsguldmal ingår i släktet guldmalar, och familjen styltmalar.
Artens utbredningsområde är:
- Österrike.
- Belgien.
- Estland.
- Lettland.
- Litauen.
- Bulgarien.
- Tjeckien.
- Slovakien.
- Danmark.
- Finland.
- Frankrike.
- Tyskland.
- Ungern.
- Italien.
- Nederländerna.
- Norge.
- Polen.
- Sverige.
- Schweiz.
- Moldavien.
- Ukraina.
- Slovenien.

Arten är reproducerande i Sverige. Inga underarter finns listade i Catalogue of Life.

## Bildgalleri

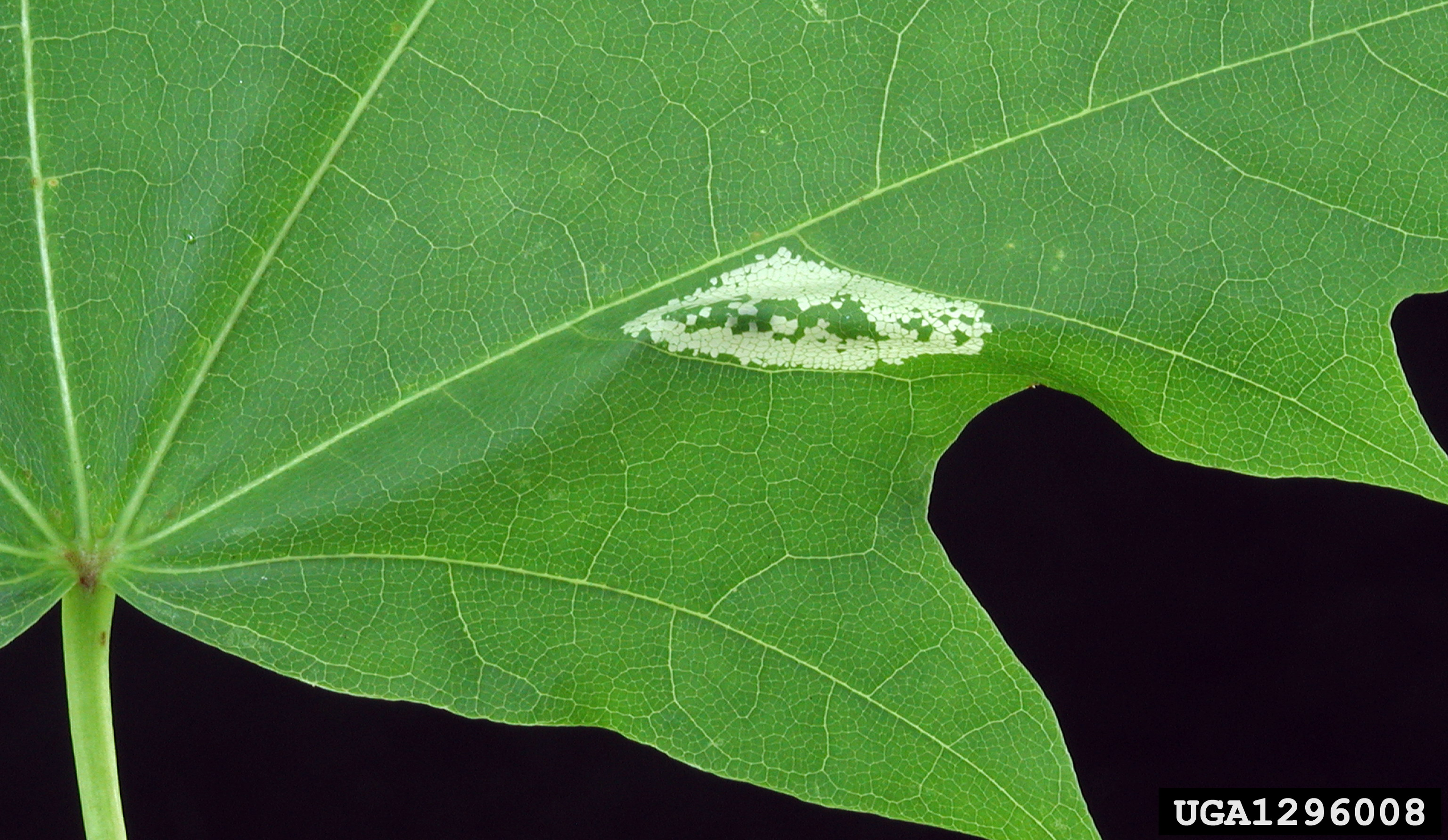